# .22 Eargesplitten Loudenboomer
El .22 Eargesplitten Loudenboomer fue desarrollado en la década de los años 1960 por P.O. Ackley con el objetivo de superar 5,000 pies/segundo (1,500 m/s) velocidad de salida, pero las cargas de Ackley sólo lograron alcanzar los 4,600 pies/segundo (1,400 m/s) (Mach 4.2), con un proyectil de 50 granos (3.2 g).
Se basó en el casquillo del .378 Weatherby Magnum, ajustado a calibre .224” que cargado con pólvoras modernas logra alcanzar la velocidad esperada.